# Байков, Владимир Анатольевич
Владимир Анатольевич Байков (род. 11 августа 1952) — российский дипломат.

## Биография
Окончил Московский государственный институт международных отношений (МГИМО) МИД СССР (1974) и Дипломатическую академию МИД СССР (1988). Кандидат экономических наук. На дипломатической работе с 1974 года. Владеет английским, французским и португальским языками.
- В 1974—1978 годах — дежурный референт Посольства СССР в Чаде.
- В 1978—1980 годах — атташе Отдела публикации дипломатических документов МИД СССР.
- В 1980—1985 годах — атташе, третий, второй секретарь Посольства СССР в Заире.
- В 1988—1994 годах — второй, первый секретарь Посольства СССР, затем (с 1991) России во Франции.
- В 1994—1997 годах — советник, старший советник Департамента экономического сотрудничества МИД России.
- В 1997—2002 годах — советник Посольства России во Франции.
- В 2002—2010 годах — старший советник, начальник Отдела Департамента экономического сотрудничества МИД России.
- В 2010—2013 годах — генеральный консул России в Касабланке (Марокко).
- В 2013—2016 годах — заместитель директора Департамента информационного обеспечения МИД России.
- С 18 января 2016 по 14 июля 2022 года — чрезвычайный и полномочный посол Российской Федерации в Кот-д’Ивуаре (верительные грамоты вручены 30 мая 2016 года)[1][2].
- С 26 апреля 2016 по 14 июля 2022 года — чрезвычайный и полномочный посол Российской Федерации в Буркина-Фасо по совместительству[3][2] (верительные грамоты вручены 18 ноября 2016 года).
- С 14 июля 2022 года — в отставке.
- С мая 2023 года — заведующий кафедрой международных отношений и дипломатии Московского гуманитарного университета.

## Дипломатический ранг
- Чрезвычайный и полномочный посланник 2 класса (4 февраля 2013)[4].
- Чрезвычайный и полномочный посланник 1 класса (10 февраля 2018)[5].
- Чрезвычайный и полномочный посол (11 июня 2021)[6].

## Семья
Женат, имеет взрослого сына.